# Karl-Josef Assenmacher
Karl-Josef Assenmacher (né à Hürth, le 30 mai 1947) est un ancien arbitre allemand de football. Il débuta en 1978, devint arbitre international de 1983 à 1993 et arrêta en 1994. Il est aussi champion en 2003 et en 2008 de tennis de table, catégorie senior[réf. nécessaire].

## Carrière
Il a officié dans des compétitions majeures : 
- Supercoupe d'Allemagne de football 1988
- Coupe d'Europe des vainqueurs de coupe de football 1992-1993 (finale)